# Scorzoneroides hispidula
Scorzoneroides hispidula là một loài thực vật có hoa trong họ Cúc. Loài này được (Delile) Greuter & Talavera mô tả khoa học đầu tiên năm 2006.